# プレーチ
プレーチ（伊: Preci）は、イタリア共和国ウンブリア州ペルージャ県にある、人口約700人の基礎自治体（コムーネ）。

## 地理

### 位置・広がり

#### 隣接コムーネ
隣接するコムーネは以下の通り。括弧内のMCはマチェラータ県所属を示す。
- カステルサンタンジェロ・スル・ネーラ (MC)]
- チェッレート・ディ・スポレート
- ノルチャ
- ヴィッソ (MC)

### 気候分類・地震分類
プレーチにおけるイタリアの気候分類 (it) および度日は、zona E, 2394 GGである。
また、イタリアの地震リスク階級 (it) では、zona 1 (sismicità alta) に分類される。

## 行政

### 分離集落
プレーチには、以下の分離集落（フラツィオーネ）がある。
- Abeto, Acquaro, Belforte, Borgo Preci, Castelvecchio, Collazzoni, Collescille, Corone, Fiano d'Abeto, Montaglioni, Montebufo, Piedivalle, Poggio di Croce, Roccanolfi, Saccovescio, San Vito, Todiano, Valle

## 文化・観光
「スローシティ」加盟都市である。